# Antônio dos Passos de Miranda
Antônio dos Passos de Miranda (1847 — 1899) foi um político brasileiro.
Foi presidente da província de Alagoas, de 16 de maio de 1877 a 8 de fevereiro de 1878.